# John Alexander Reina Newlands
John Alexander Reina Newlands (Londres, 26 de noviembre de 1837 - Middlesex, 21 de julio de 1898) fue un químico analítico inglés que preparó en 1863 una tabla de los elementos ordenados según sus masas atómicas, y que señaló la ley de las octavas, la cual según cada ocho elementos tienen propiedades similares.

## Datos biográficos

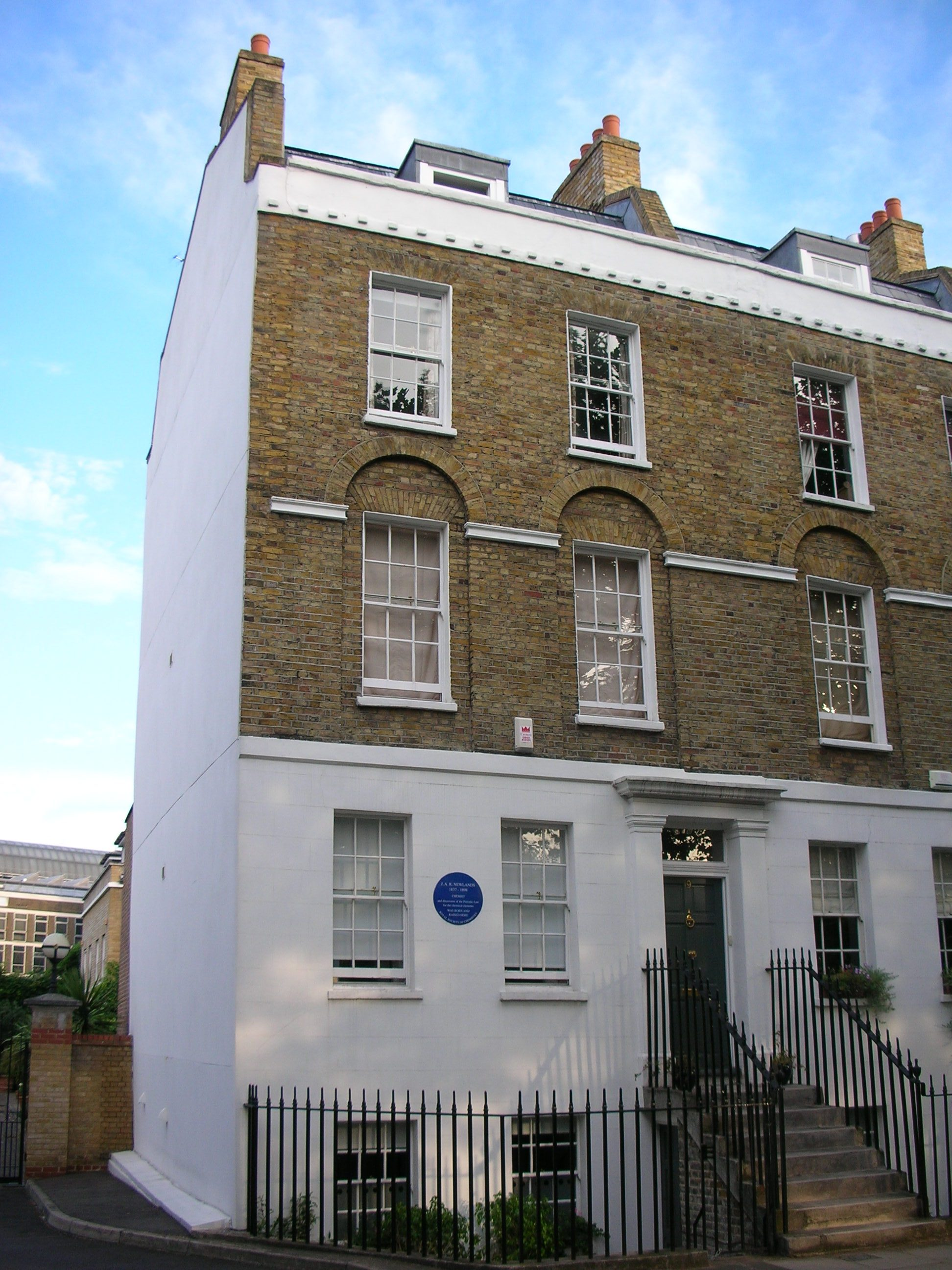
La casa donde Newlands nació y creció, en West Square, Lambeth, al sur de Londres.

Newlands nació en West Square, Lambeth, al sur de Londres (Inglaterra), hijo de un ministro presbítero escocés y su esposa italiana.
Fue educado en casa por su padre, y más tarde estudió en el Royal College of Chemistry. Estaba interesado en la reforma social y en 1860 sirvió como voluntario de Giuseppe Garibaldi en su campaña militar para unificar Italia. De regreso a Londres, Newlands se estableció como químico analítico en 1864. En 1868 se convirtió en jefe de químicos en la refinería de azúcar londinense de James Duncan, donde introdujo una serie de mejoras en el proceso. Luego renunció y volvió a dedicarse a la química analítica, junto a su hermano Benjamin.
Newlands fue el primero en realizar una clasificación  de los elementos químicos de acuerdo a sus propiedades químicas y  ordenados en orden de su masa atómica relativa. Como muchos de sus coetáneos, Newlands utilizó los términos peso equivalente y peso atómico sin distinción en el significado.

### Clasificación de los elementos

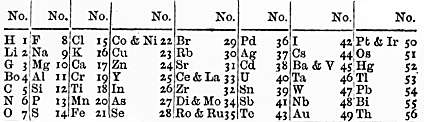
Tabla de los elementos de Newlands publicada por Newlands en 1966

Utilizando los valores de pesos atómicos y pesos equivalentes aceptados por sus predecesores, Newlands, clasificó los sesenta y dos elementos conocidos  entonces en ocho grupos, con base a sus propiedades químicas, en contraste con sus antecesores, que en diversos intentos de clasificar los elementos químicos, lo hicieron basándose, principalmente, en las propiedades físicas. Después de ordenar los elementos de acuerdo a sus pesos atómicos crecientes, observó que cada siete elementos, el siguiente, el octavo tenía propiedades químicas similares al primero de la serie anterior, por lo que ordenó los elementos conocidos en ocho series de siete elementos cada una, empezando cada columna por el elemento mas semejante al de la columna anterior. Newlands, que poseía una educación musical, quiso generalizar este hecho denominándolo "Ley de Octavas", pues entendía que presentaba similitudes con la escala musical, presentando una tabla en 1866, la que a cada elemento le asignaba un número para indicar su posición en las series de pesos atómicos crecientes y aunque en las publicaciones anteriores había dejado huecos para elementos por descubrir, la publicación de 1966 no lo hizo e incluso forzó que determinados elementos compartieran un mismo espacio. A pesar de que la tabla de Newlands representaba claramente una primera visión de las propiedades periódicas de los elementos, este ordenamiento se tomó a broma por parte de algunos de sus contemporáneos, por lo que su lectura y presentación ante la Royal Society, el 1 de marzo de 1866, no llegó a publicarse. La  sociedad defendió su postura arguyendo que ese tema "teórico" podría resultar mal para él y para el prestigio de la Sociedad.
Después de que Dmitri Mendeleev y Lothar Meyer recibieran en 1882 la Medalla Davy de la Royal Society, por su posterior "descubrimiento" de la periodicidad de los elementos químicos, Newlands reclamó el reconocimiento de su trabajo anterior y finalmente recibió la Medalla Davy en 1887.
John Newlands murió  en su casa de Lower Clapton, Middlesex, como consecuencia de las complicaciones surgidas tras una intervención quirúrgica. Fue enterrado en el cementerio de West Norwood.